# BATTeRS
BATTeRS (バッターズ, Battāzu), le Bisei Asteroid Tracking Telescope for Rapid Survey, est un projet japonais destiné à rechercher des astéroïdes.
Il est associé au Bisei Spaceguard Center, dont un des membres est Takeshi Urata.
Le projet a découvert de nombreux astéroïdes (445 entre 1996 et 2010 d'après le Centre des planètes mineures). Il a également découvert la comète C/2001 W2 (BATTERS).

## Astéroïdes découverts
| Astéroïdes découverts, : 445 | Astéroïdes découverts, : 445 | Astéroïdes découverts, : 445 |
| ---------------------------- | ---------------------------- | ---------------------------- |
| (17286) Bisei                | 8 juillet 2000               |                              |
| (18156) Kamisaibara          | 3 août 2000                  |                              |
| (18160) Nihon Uchu Forum     | 7 août 2000                  |                              |
| (18161) Koshiishi            | 7 août 2000                  |                              |
| (22177) Saotome              | 6 décembre 2000              |                              |
| (23259) Miwadagakuen         | 29 décembre 2000             |                              |
| (25884) Asai                 | 20 septembre 2000            |                              |
| (25892) Funabashi            | 22 novembre 2000             |                              |
| (30448) Yoshiomoriyama       | 7 juillet 2000               |                              |
| (32184) Yamaura              | 8 juillet 2000               |                              |
| (32270) Inokuchihiroo        | 4 août 2000                  |                              |
| (32272) Hasegawayuya         | 4 août 2000                  |                              |
| (32288) Terui                | 23 août 2000                 |                              |
| (34088) Satokosuka           | 6 août 2000                  |                              |
| (34123) Uedayukika           | 25 août 2000                 |                              |
| (34399) Hachiojihigashi      | 7 septembre 2000             |                              |
| (34424) Utashima             | 24 septembre 2000            |                              |
| (34817) Shiominemoto         | 21 septembre 2001            |                              |
| (34893) Mihomasatoshi        | 17 novembre 2001             |                              |
| (36424) Satokokumasaki       | 3 août 2000                  |                              |
| (36426) Kakuda               | 5 août 2000                  |                              |
| (36472) Ebina                | 27 août 2000                 |                              |
| (36782) Okauchitakashige     | 20 septembre 2000            |                              |
| (36783) Kagamino             | 23 septembre 2000            |                              |
| (38669) Michikawa            | 3 août 2000                  |                              |
| (39314) Moritakumi           | 19 octobre 2001              |                              |
| (41481) Musashifuchu         | 28 août 2000                 |                              |
| (41502) Denchukun            | 23 août 2000                 |                              |
| (43605) Gakuho               | 25 novembre 2001             |                              |
| (45855) Susumuyoshitomi      | 3 octobre 2000               |                              |
| (45878) Sadaoaoki            | 23 novembre 2000             |                              |
| (48200) Nishiokatakashi      | 19 mai 2001                  |                              |
| (51659) Robohachi            | 14 mai 2001                  |                              |
| (54510) Yakagehonjin         | 6 août 2000                  |                              |
| (56957) Seohideaki           | 24 septembre 2000            |                              |
| (61189) Ohsadaharu           | 8 juillet 2000               |                              |
| (61444) Katokimiko           | 25 août 2000                 |                              |
| (63389) Noshiro              | 12 mai 2001                  |                              |
| (63897) Ofunato              | 18 septembre 2001            |                              |
| (64547) Saku                 | 16 novembre 2001             |                              |
| (67712) Kimotsuki            | 21 octobre 2000              |                              |
| (68021) Taiki                | 29 décembre 2000             |                              |
| (72012) Terute               | 4 décembre 2000              |                              |
| (87271) Kokubunji            | 3 août 2000                  |                              |
| (87312) Akirasuzuki          | 23 août 2000                 |                              |